# هوارد دبليو. كوش
هوارد دبليو. كوش (بالإنجليزية: Howard W. Koch)‏ هو منتج أفلام ورائد أعمال ومخرج أمريكي، ولد في 11 أبريل 1916 في نيويورك في الولايات المتحدة، وتوفي في 16 فبراير 2001 في بيفرلي هيلز في الولايات المتحدة بسبب مرض آلزهايمر.

## وصلات خارجية
- هوارد دبليو. كوش على موقع IMDb (الإنجليزية)
- هوارد دبليو. كوش على موقع ألو سيني (الفرنسية)
- هوارد دبليو. كوش على موقع أول موفي (الإنجليزية)
- هوارد دبليو. كوش على موقع قاعدة بيانات الأفلام السويدية (السويدية)
- هوارد دبليو. كوش على موقع إن إن دي بي (الإنجليزية)
- هوارد دبليو. كوش على موقع ديسكوغز (الإنجليزية)
- هوارد دبليو. كوش على موقع قاعدة بيانات الفيلم (الإنجليزية)
- هوارد دبليو. كوش على موقع كينوبويسك (الروسية)